# Bahnhof Hamburg-Fischbek
Der Bahnhof Hamburg-Fischbek ist ein am 9. Dezember 2007 eröffneter Haltepunkt der Linie S5 der Hamburger S-Bahn am Rande des Naturschutzgebiets Moorgürtel. Der barrierefreie Haltepunkt wurde im Zuge der Erweiterung der S-Bahn-Linie nach Stade gebaut. Die beiden jeweils rund 140 Meter langen Bahnsteige sind für einen S-Bahn-Vollzug (sechs Wagen) ausgelegt. Täglich steigen rund 1600 Personen an der Station ein- und aus.
Im Frühjahr 2010 wurde die Bahnhofsunterführung durch Bilder von Jugendlichen gestaltet.
Forderungen nach einem eigenen Bahnhof für Fischbek durch Lokalpolitiker gab es schon 1961. Der Wunsch wurde aus finanziellen Gründen jedoch von der Bundesbahn abgelehnt, ersatzweise wurde zum Sommerfahrplan 1966 eine Busverbindung eingerichtet.

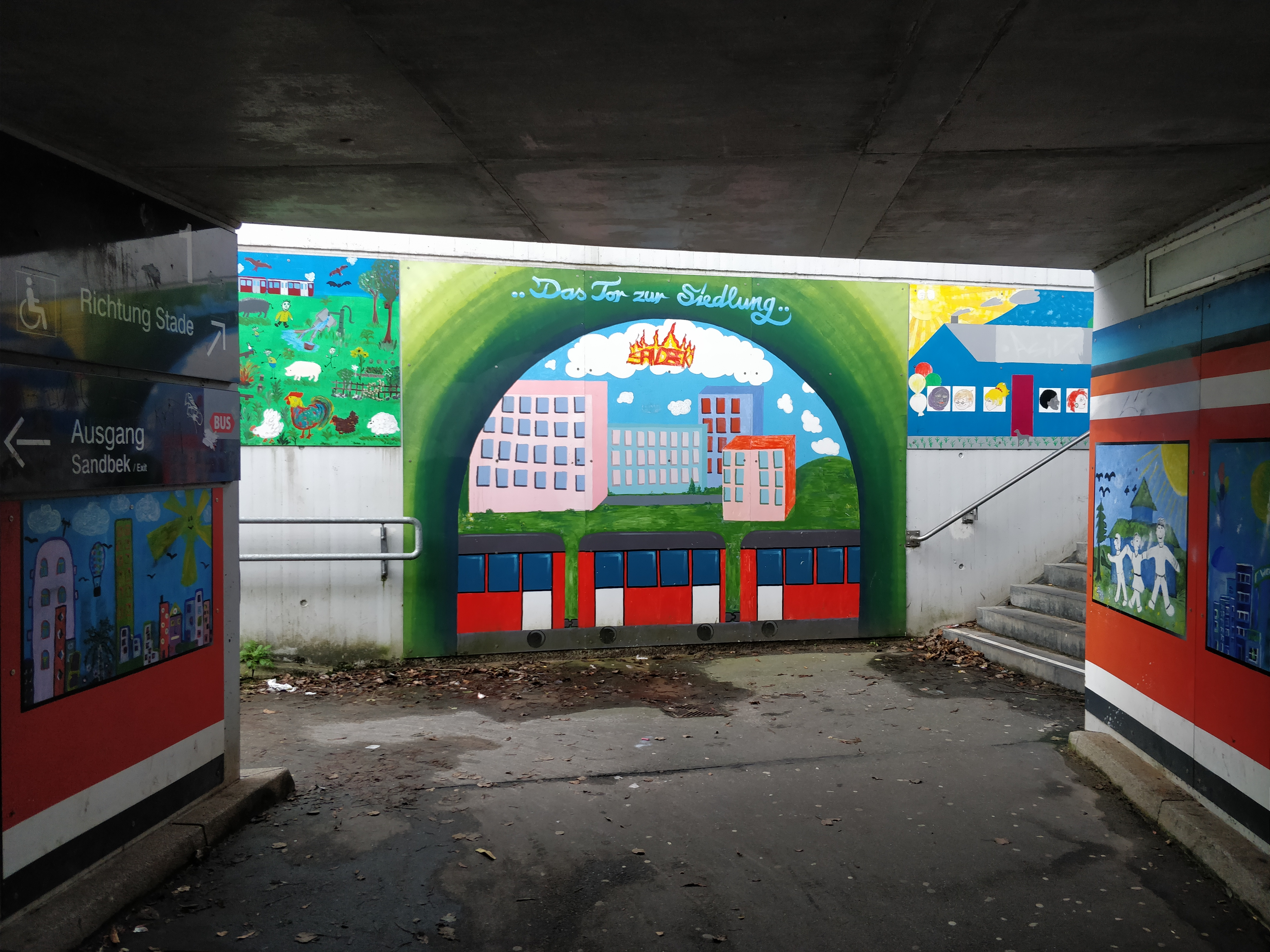
Bahnhofsunterführung, gestaltet von Jugendlichen

## Verkehr
Die S-Bahn Hamburg GmbH, ein Tochterunternehmen der Deutschen Bahn betreibt die Strecke sowie den Bahnhof.
| Linie | Verlauf |
| ----- | --- |
| S 5   | Elbgaustraße – Eidelstedt – Stellingen (Arenen) – Langenfelde – Diebsteich – Holstenstraße – Sternschanze – Dammtor – Hauptbahnhof \ Hauptstrecke – Hammerbrook (City Süd) – Elbbrücken – Veddel (BallinStadt) – Wilhelmsburg – Harburg – Harburg Rathaus – Heimfeld (TU Hamburg) – Neuwiedenthal – Neugraben – Fischbek – Neu Wulmstorf – Buxtehude – Neukloster – Horneburg – Dollern – Agathenburg – Stade / in Tagesrandzeiten – Berliner Tor |